# Africa CEO Forum
Africa CEO Forum est une société créée et détenue par Jeune Afrique Media Group. Elle coorganise avec l’IFC, filiale de la Banque mondiale , des événements consacrés aux acteurs du secteur privé africain.
Surnommé le « Davos de l’Afrique », le Africa CEO Forum réunit chaque année depuis 2012 des chefs d’entreprises, des investisseurs, des décideurs politiques et des journalistes de toutes nationalités.
Le Africa CEO Forum produit également des événements géographiques et sectoriels ainsi qu’une déclinaison virtuelle de ses concepts événementiels depuis 2020.

## Histoire
Créé en 2012, le Africa CEO Forum se présente comme un espace de débat pour les leaders économiques du continent africain,. Il est présidé par Amir Ben Yahmed, directeur général de Jeune Afrique Media Group, qui est à l'initiative de sa création.
La première édition du Africa CEO Forum s’est tenue en novembre 2012 à Genève. Depuis, l’événement a lieu chaque année, avec l’organisation de plusieurs éditions en Afrique : en mars 2014 et 2015 à Genève,, en mars 2016 à Abidjan, en mars 2017 à Genève, en mars 2018 à Abidjan, en mars 2019 à Kigali, en juin 2022 à Abidjan. 
Au fil des éditions, plusieurs personnalités de premier plan se sont exprimées sur les grands enjeux de l’émergence économique africaine à l’instar de l’économiste américain Jérémy Rifkin et d’un grand nombre de chefs d’entreprise internationaux et africains parmi lesquels Paul Polman, Aliko Dangote ou Emmanuel Faber.
Le forum a également vu la participation de plusieurs chefs d’État africains parmi lesquels Macky Sall, Nana Akufo-Addo, Alassane Ouattara, Félix Tshisekedi ou Paul Kagamé,,,,,. Il a permis des avancées diplomatiques notables comme le réchauffement des relations entre la RDC et le Rwanda en 2019 ou encore la signature d’un accord historique sur le cacao entre la Côte d’Ivoire et le Ghana en 2018.
Les éditions 2020 et 2021 qui devaient se tenir à Abidjan n’ont pas pu se tenir en raison de la pandémie de Covid-19. Le Africa CEO Forum a donc lancé des événements thématiques en ligne et plusieurs séries de webinaires sur des thématiques économiques en attendant de pouvoir à nouveau tenir son rendez-vous annuel. C'est en juin 2022 que l'évènement a pu avoir lieu à Abidjan en présence de cinq chefs d'État. 

## Initiatives
Le Africa CEO Forum a pris en charge un certain nombre d'initiatives touchant aux sujets importants pour les chefs d'entreprise africains, notamment sur le capitalisme familial (Family business Summit) ou encore sur le leadership féminin en entreprise à travers son initiative « Women working for change The Summit » (WFC).
En 2021, le Africa CEO Forum a annoncé le lancement du Africa Financial Industry Summit en partenariat avec la Société financière internationale (IFC). Cet événement rassemble les plus importants dirigeants du secteur financier africain. Après une première édition entièrement digitale, la première édition physique a eu lieu en novembre 2022 à Lomé, au Togo. 

## Rapports thématiques
Outre son activité événementielle, le Africa CEO Forum publie régulièrement des rapports économiques et thématiques en partenariat avec des cabinets de conseil reconnus, à l’exemple du « Africa CEO Survey », baromètre des dirigeants africains sur les perspectives économiques du continent, réalisé avec le cabinet d’audit international Deloitte ou des rapports sectoriels comme en 2020 sur la concurrence portuaire en Afrique. Sur sa plateforme, le Africa CEO Forum publie aussi régulièrement des articles sur les grands enjeux des affaires en Afrique.